# Censorado
El Censorado (en chino, 御史台; pinyin, yùshǐtái, later 都察院 dūcháyuàn) fue una agencia supervisora de alto nivel en la antigua China, establecido por primera vez durante la dinastía Qin (221-207 a. C.).
Durante la dinastía Ming (1368-1644), el Censorado era una rama de la burocracia centralizada, paralela a los Seis Ministerios y a las cinco comisiones militares supremas, y era responsabilidad directa del emperador. Los censores eran "los ojos y oídos" del emperador y vigilaban a los administradores de cada nivel para atajar la corrupción y la malversación de fondos, un hecho común en ese periodo. Las historias populares hablan de rigurosos censores sacando a la luz los casos de corrupción pero también de censores que aceptaban sobornos. En general, eran temidos y gustaban poco, y tenían que desplazarse continuamente para llevar a cabo sus tareas.